# Прикумский сельсовет
Прику́мский сельсове́т — упразднённое муниципальное образование в составе Минераловодского района Ставропольского края Российской Федерации.
Административный центр — Прикумское.

## География
Территория Прикумского сельсовета располагалась в южной части Минераловодского района, в долине реки Кумы, близ горы Верблюд. Площадь территории муниципального образования составляла 12331 га.

## История
Прикумский сельсовет был образован в 1924 году.
Законом Ставропольского края от 28 мая 2015 года № 51-кз, все муниципальные образования, входящие в состав Минераловодского муниципального района Ставропольского края (Минераловодского территориального муниципального образования Ставропольского края), — городские поселения Минеральные Воды, посёлок Анджиевский, сельские поселения Гражданский сельсовет, село Греческое, Левокумский сельсовет, Ленинский сельсовет, Марьино-Колодцевский сельсовет, село Нагутское, Нижнеалександровский сельсовет, Первомайский сельсовет, Перевальненский сельсовет, Побегайловский сельсовет, Прикумский сельсовет, Розовский сельсовет и Ульяновский сельсовет — были преобразованы, путём их объединения, в Минераловодский городской округ.

## Население
| 1989 | 2002  | 2010  | 2011  | 2012  | 2013  | 2014  | 2015  |
| ---- | ----- | ----- | ----- | ----- | ----- | ----- | ----- |
| 4678 | ↗5193 | ↗5504 | ↘5495 | ↘5472 | ↗5494 | ↘5404 | ↘5363 |

## Состав сельского поселения
До упразднения Прикумского сельсовета в состав его территории входили 7 населённых пунктов:
| № | Населённый пункт | Тип населённого пункта       | Население |
| - | ---------------- | ---------------------------- | --------- |
| 1 | Долина           | село                         | ↗500      |
| 2 | Дунаевка         | село                         | ↘700      |
| 3 | Еруслановка      | село                         | ↘200      |
| 4 | Мирный           | посёлок                      | ↘200      |
| 5 | Орбельяновка     | село                         | ↘1436     |
| 6 | Прикумское       | село, административный центр | ↘1534     |
| 7 | Успеновка        | село                         | ↗400      |

## Органы власти
Представительный орган — Дума Прикумского сельсовета — состояла из 10 депутатов, избираемых на муниципальных выборах по многомандатному избирательному округу.

## Экономика
- ОАО «Темпельгофф» — занимается производством сельскохозяйственной продукции и её переработкой[4].
- ООО «Бештау — Темпельгоф» — занимается производством сельскохозяйственной продукции и её переработкой[4].